# Erik Lyth

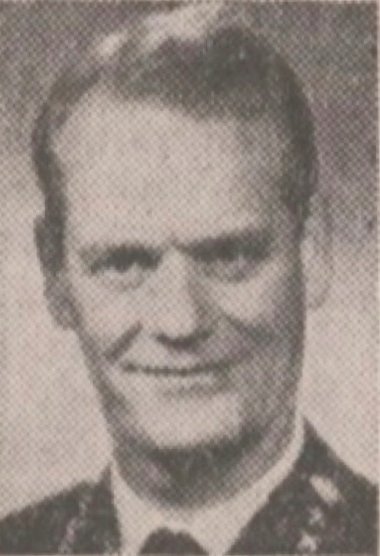
Erik Lyth

Karl Erik Lyth, född 21 december 1920 i Visby, död 18 april 2002 i Saltsjö-Boo, var en svensk militär (överste 1. graden).

## Biografi
Lyth var son till banktjänstemannen Karl Gustaf Svensson och Ebba Engström. Han tog studentexamen 1939 och blev fänrik i kustartilleriet efter Kungliga Sjökrigsskolan (KSS) 1943. År 1945 befordrades han till löjtnant och gick därefter på Kungliga Sjökrigshögskolan (KSHS) 1949-1952 och befordrades till kapten 1952. Han gick på Marine Corps Schools i USA 1959-1960 och befordrades till major 1961, överstelöjtnant 1963, överste 1966 och överste 1. graden 1971.
Han var lärare vid Kungliga Sjökrigshögskolan 1952-1961, regementsstabschef vid Vaxholms kustartilleriregemente (KA 1) 1961-1962, avdelningschef vid försvarsstabens operationsledning 1962-1966, chef Gotlands kustartilleriförsvar med Gotlands kustartillerikår (KA 3) 1966-1971 samt sektionschef i marinstaben och personalkårchef 1971-1981.
Lyth var expert vid 1958 års försvarsledningskommitté, marinens befälsutredning 1968 och 1972 års värnpliktsutredning. Han var adjutant hos hertigen av Halland från 1957, ordförande i Gotlands gille 1975-1983 och Svenska Frimurare Ordens kansler 1991-1995. Han blev ledamot av Kungliga Örlogsmannasällskapet 1969 och ledamot av Kungliga Krigsvetenskapsakademien 1971.
Lyth var gift två gånger. Andra gången gifte han sig med Anna Lena Bertilsson (född 1922), dotter till civilingenjören Gustaf Bertilsson och Elsa Jacobsson. Barn i första äktenskapet: Vibeke (född 1949), i andra: Karl Gustaf (född 1952). Lyth avled den 18 april 2002 och gravsattes den 15 maj 2002 på Boo kyrkogård.

## Utmärkelser
- Kommendör av första klass av Svärdsorden, 6 juni 1973.[4]
- Riddare av Svärdsorden.[1]
- Riddare av Norska Sankt Olavsorden.[1]